# Fortifications de Calais
Les fortifications de Calais comportent :
- l'enceinte de la ville ;
- le château puis la citadelle ;
- le fort Nieulay ;
- le fort Risban ;
- Fort Lapin (1690) ;
- Fort de l’Estram (1690) ;
- Fort des Crabes (1690) ;
- Fort Rouge (Calais) ;
- Fort Vert ;
- Batterie du Bastion ;

Mur de l'Atlantique
- Batterie Todt (musée)
- Batterie Lindemann (enfouie en 1989)
- Batterie Oldenburg
- Batterie Waldam
- Batterie des Huttes d'Oye